# Hannah Schaefer
Hannah Anise Schaefer (Columbia City, Indiana, 2 de junio de 1996) es una compositora y cantante cristiana católica estadounidense, dedicada al género del pop cristiano. Lanzó All the Way, una obra extendida, en 2015, y su primer álbum Who I Am en 2020.

## Biografía
Hannah Anise Schaefer nació el 2 de junio de 1996 en Columbia City, Indiana, siendo la mayor de tres hermanos. Antes de embarcarse en su carrera musical, fue aceptada en la Escuela de Música de Jacob en la Universidad de Indiana, pero decidió no asistir. Ella es católica practicante en la parroquia St. Paul of the Cross.
Comenzó su carrera discográfica con la obra extendida All the Way, lanzada el 30 de octubre de 2015. Ganó el Concurso de composición de canciones de John Lennon en la categoría Gospel/Inspirational ese mismo año.
En el año 2020 lanzó su primer álbum, titulado Who I Am. Schaefer ha declarado que su objetivo es transmitir la fe católica a través de su música.
En 2021 lanzó su segundo álbum, titulado Crown.

## Discografía
| Año  | Título      | Tipo           |
| ---- | ----------- | -------------- |
| 2015 | All the Way | Obra extendida |
| 2020 | Who I Am    | Álbum          |
| 2021 | My Champion | Simple         |
| 2021 | Crown       | Álbum          |